# 木下郁夫
木下 郁夫（きのした いくお、1971年 - ）は、日本の国際政治学者。愛知県立大学外国語学部教授。専門は、国際政治学。国際ガバナンス。国際仲裁、外交関係、特に在外公館を研究。
東京都生まれ。早稲田大学大学院政治学研究科後期課程単位取得後退学。愛知県立大学外国語学部専任講師、同大学准教授を経て教授。

## 著書

### 単著
- 『大使館国際関係史――在外公館の分布で読み解く世界情勢』（社会評論社, 2009年）

## 論文
- 「ガバナンス概念と国際関係研究――統制メカニズムについて（1・2）」『早稲田政治公法研究』53号・55号（1996年・1997年）
- 「ミトラニーの機能主義国際機構論――知識政治学からの分析」『早稲田政治公法研究』59号（1998年）
- 「新機能主義と国際環境の不均質化――『政治問題化』を超えて」『早稲田政治公法研究』60号（1999年）
- 「同盟組み替えゲームの危険――戦間期からの教訓」『早稲田政治公法研究』61号（1999年）
- 「英米不戦――国際仲裁草創期の戦略環境とリスク構造」『紀要・地域研究・国際学編』33号（2001年）
- 「文明の衝突と国際仲裁――日露戦争以前の北東アジア（1・2）」『紀要・地域研究・国際学編』34号・35号（2002年-2003年）
- 「平和案としての国際仲裁――19世紀中葉における市民社会、議会、国家理性」『紀要・地域研究・国際学編』36号（2004年）
- 「外交・領事使節の世界分布――データの蓄積と統計分析」『紀要・地域研究・国際学編』37号（2005年）
- 「国家連合の現実――永遠平和のキマイラ的性格」『紀要・地域研究・国際学編』38号（2006年）
- 「ユートピアニズムの解剖――『危機の20年』と大戦間期の国際仲裁」『紀要・地域研究・国際学編』39号（2007年）